# Сёмкин, Владимир Петрович
Владимир Петрович Сёмкин — музыкант, дирижёр ,заслуженный  артист Российской Федерации, заслуженный деятель искусств Российской Федерации (2010).
Владимир Сёмкин родился в 1947 году. Окончил музыкальное училище им. Ипполитова-Иванова, а затем институт им. Гнесиных по классу трубы у профессора Т. А. Докшицера и симфонического дирижирования по классу К. Д. Абдулаева.
1972-1975 - Солист оркестра "Голубой экран" радио и телевидения СССР.
1975-1980 - Солист Эстрадно-симфонического оркестра под управлением Ю.В. Силантьева.
1983-1993 - Солист оркестра кинематографии.
1993-1999- Дирижёр оркестра кинематографии.
1999-2008 - Ассистент главного дирижёра МГАСО.
С 1999 года главный дирижёр и художественный руководитель оркестра  Малого театра.